# Stefano Borsato
Stefano Borsato (Treviso, 6 gennaio 1986) è un cestista italiano.

## Carriera
Ha giocato in Serie A con la Pallacanestro Treviso (con cui nel 2002-03 ha anche vinto lo scudetto pur collezionando solamente due presenze) e con il Basket Club Ferrara.

## Palmarès
- Campionato italiano: 1

Pall. Treviso: 2002-03